# Jacques Bigot (homme politique)
Pour les articles homonymes, voir Jacques Bigot et Bigot.
Jacques Bigot, né le 31 juillet 1952 à Strasbourg, est un avocat et homme politique français, ancien conseiller régional et ancien président de la communauté urbaine de Strasbourg.

## Biographie

### Jeunesse et formation
Jacques Bigot étudie à la faculté de droit de Strasbourg. Il est diplômé en 1970 d'un DESS de droit privé[réf. nécessaire]

### Avocat
Jacques Bigot devient avocat en 1975, et se spécialise dans les affaires économiques et le droit de la famille. Il est membre du conseil de l'Ordre des avocats de Strasbourg de 1978 à 1983, il a également présidé la section locale du Syndicat des avocats de France.

### Carrière politique

#### Débuts
Adhérent du Parti socialiste depuis le Congrès de Pau en 1975, il se présente pour la première fois aux élections municipales en 1983 sur la liste socialiste à Illkirch-Graffenstaden, très largement battue (26 % des suffrages). 
Conseiller municipal d'opposition, il prend la tête de la liste en 1989 sans succès, face au député-maire sortant, André Durr, élu depuis 1971.

#### Maire d'Illkirch-Graffenstaden
En 1995, profitant d'une droite désunie, il remporte les élections municipales et est élu maire. Durant la présidence assurée par Catherine Trautmann et Roland Ries, il est vice-président de la communauté urbaine de Strasbourg et préside le Service départemental d'incendie et de secours (SDIS67).
Dans un contexte national et régional défavorable[Lequel ?], il est réélu maire en 2001 avec 26 voix d'avances sur la droite. En 2008, il annonce vouloir « continuer à œuvrer pour la qualité de vie des illkirchois », et à « conduire une politique volontaire et ambitieuse »[passage promotionnel] et se représente pour un troisième mandat. Il est réélu dès le premier tour (deux listes en présence) avec près de 70 % des voix.

#### Conseiller régional d'Alsace
Jacques Bigot a également mené la liste socialiste aux élections régionales de 1998 et celles de 2004 en alliance avec les Verts dès le premier tour. et préside le groupe socialiste au Conseil régional d'Alsace.

#### Président de la communauté urbaine de Strasbourg
Lors de la campagne pour les municipales de 2008, son nom est cité comme favori à la course pour la présidence de la communauté urbaine de Strasbourg, et de ses près de 500 000 habitants en cas de victoire de la gauche aux municipales à Strasbourg. Une nouvelle confirmée par Roland Ries, nouveau maire de Strasbourg[réf. souhaitée].
Jacques Bigot est élu président de la communauté urbaine de Strasbourg le 18 avril 2008 par 62 votes en sa faveur et 27 blanc et prend, par la même, la présidence de l'Association des communautés urbaines de France.
Il est également membre, depuis 2005 du « Conseil de l'Eurodistrict », composé de sept élus français et sept élus allemands, et, depuis le 18 avril 2008, membre du « Comité de suivi », composé de treize hauts représentants des deux pays (Jean-Pierre Jouyet, secrétaire d'État aux affaires européennes, Adrien Zeller, président de la Région Alsace, etc.).
Le 1er octobre 2009, Jacques Bigot est désigné tête de liste PS aux élections régionales de mars 2010 par les militants socialistes. (Il a obtenu plus de 87 % des voix face au militant haut-rhinois Michel Schmitlin)[réf. souhaitée].
Le 23 mars 2014, Jacques Bigot brigue un nouveau mandat de maire à la ville d'Illkirch-Graffenstaden. Il l'emporte au premier tour avec 59,05 % des voix. Il démissionne le 3 décembre 2016.

#### Sénateur du Bas-Rhin
Il devient sénateur du Bas-Rhin le 28 septembre 2014.

## Détail des mandats et fonctions

### Mandats électifs
- 14 mars 1983 - 18 juin 1995 : conseiller municipal d’Illkirch-Graffenstaden (Bas-Rhin) ;
- 19 juin 1995 - 3 décembre 2016 : maire d’Illkirch-Graffenstaden ;
- 19 juin 1995 - 18 mars 2001 : vice-président de la communauté urbaine de Strasbourg (Bas-Rhin) ;
- 15 mars 1998 - 6 octobre 2010 : conseiller régional d'Alsace (président du groupe socialiste) ;
- 19 mars 2001 - 18 avril 2008 : conseiller communautaire de la communauté urbaine de Strasbourg (Bas-Rhin) ;
- depuis le 17 octobre 2005 : membre du Conseil de l'Eurodistrict ;
- 18 avril 2008 - 11 avril 2014 : président de la communauté urbaine de Strasbourg (Bas-Rhin) ;
- depuis 2014 : sénateur du Bas-Rhin.

### Autres mandats
- 1986 - 1993 : Président de la Chambre de consommation d'Alsace, membre du Conseil national de la consommation.
- En 1993, il prend la présidence de l'institut de l’Euro-Info Consommateurs (EIC), organisation transfrontalière dont le siège est à Kehl, en Allemagne. Vice-président de l'Institut Européen inter-régional de la consommation, organisation siégeant à Lille.

## Vie privée
Jacques Bigot est marié à Josiane Bigot (magistrate, conseillère près la Cour d'appel de Colmar et ancienne présidente de Cour d'assises), et père de 3 enfants[réf. nécessaire].